# Alete (figlio di Egisto)
Alete (in greco antico: Ἁλήτης?, Alḕtēs) era figlio di Egisto.

## Mito
Egisto ebbe Alete dalla sua amante Clitennestra, insieme alle figlie Erigone ed Elena. 
Egli usurpò il trono di Micene pensando che Oreste e Pilade fossero stati sacrificati ad Artemide, voce forse diffusa dagli Eraclidi.
Elettra, avendo molti dubbi in proposito, chiese aiuto all'oracolo di Delfi ma, una volta giunta in quella città incontrò Oreste e gli altri. 
I figli di Agamennone tornarono a Micene e, nella rivolta, lo uccisero con Elena risparmiando, però, per l'intervento di Artemide, sua sorella Erigone.
Sofocle scrisse una tragedia su di lui, che è andata perduta.